# Championnat d'Italie de rugby à XV 1981-1982
Navigation
Serie A 1980-1981 Serie A 1982-1983
Le Championnat d'Italie de rugby à XV 1981-1982 oppose les seize meilleures équipes italiennes de rugby à XV. Le championnat débute en 1981 et se termine en 1982. 
La compétition a été jouée en 3 phases : une phase préliminaire avec 4 groupes où chaque équipe a disputé 6 matchs, une 2e phase dite Eccellenza et Recupero constituée de 4 groupes et, enfin, une phase finale regroupant, d'un côté, les 6 meilleurs clubs pour désigner le vainqueur et, parallèlement, une phase de relégation où les 2 derniers des 2 groupes sont rétrogradés.
Scavolini L'Aquila remporte son 4e championnat national.

## Équipes participantes
Les seize équipes sont réparties de la manière suivante :
| Groupe A - Scavolini L'Aquila - Ceci Noceto - MAA Assicurazioni Milano - San Donà Fracasso | Groupe B - Petrarca Padoue - Italcase Brescia - Americanino Casale - Livorno Bandridge | Groupe C - Benetton Rugby Trévise - Amatori Catane - Imeva Bénévent - Ferrarelle Frascati | Groupe D - Sanson Rovigo - Parma - Tuttopanella Rugby Roma - Texas Instruments Rieti |

## 1rephase

### Groupe A
| Rang | Club                     | J | V | N | D | Pm  | Pe  | Diff | Pts |
| ---- | ------------------------ | - | - | - | - | --- | --- | ---- | --- |
| 1    | L'Aquila Rugby (T)       | 6 | 5 | 0 | 1 | 225 | 37  | +188 | 10  |
| 2    | Ceci Noceto              | 6 | 4 | 0 | 2 | 85  | 93  | -8   | 8   |
| 3    | MAA Assicurazioni Milano | 6 | 2 | 1 | 3 | 50  | 170 | -120 | 5   |
| 4    | San Donà Fracasso        | 6 | 0 | 1 | 5 | 56  | 116 | -60  | 1   |

|  | Qualifiés (no 1, no 2)   |
|  | T : tenant du titre 1981 |

Attribution des points :  victoire : 2, match nul : 1, défaite : 0.

### Groupe B
| Rang | Club               | J | V | N | D | Pm  | Pe  | Diff | Pts |
| ---- | ------------------ | - | - | - | - | --- | --- | ---- | --- |
| 1    | Petrarca Padoue    | 6 | 6 | 0 | 0 | 172 | 56  | +116 | 12  |
| 2    | Rugby Brescia      | 6 | 4 | 0 | 2 | 99  | 71  | +28  | 8   |
| 3    | Americanino Casale | 6 | 1 | 0 | 5 | 64  | 119 | -55  | 2   |
| 4    | Livorno Bandridge  | 6 | 1 | 0 | 5 | 41  | 133 | -92  | 2   |

|  | Qualifiés (no 1, no 2) |

Attribution des points :  victoire : 2, match nul : 1, défaite : 0.

### Groupe C
| Rang | Club                | J | V | N | D | Pm  | Pe  | Diff | Pts |
| ---- | ------------------- | - | - | - | - | --- | --- | ---- | --- |
| 1    | Benetton Trévise    | 6 | 6 | 0 | 0 | 169 | 54  | +115 | 12  |
| 2    | Amatori Catane      | 6 | 4 | 0 | 2 | 105 | 87  | +18  | 8   |
| 3    | Imeva Bénévent      | 6 | 2 | 0 | 4 | 88  | 145 | -57  | 4   |
| 4    | Ferrarelle Frascati | 6 | 0 | 0 | 6 | 48  | 120 | -72  | 0   |

|  | Qualifiés (no 1, no 2) |

Attribution des points :  victoire : 2, match nul : 1, défaite : 0.

### Groupe D
| Rang | Club                    | J | V | N | D | Pm  | Pe  | Diff | Pts |
| ---- | ----------------------- | - | - | - | - | --- | --- | ---- | --- |
| 1    | Rugby Rovigo            | 6 | 5 | 1 | 0 | 186 | 71  | +115 | 11  |
| 2    | Rugby Parma             | 6 | 4 | 1 | 1 | 158 | 74  | +84  | 9   |
| 3    | Rugby Rome              | 6 | 1 | 1 | 4 | 84  | 154 | -70  | 3   |
| 4    | Texas Instruments Rieti | 6 | 0 | 1 | 5 | 51  | 180 | -129 | 0¹  |

¹Texas Instruments Rieti écope d'un point de pénalité.
|  | Qualifiés (no 1, no 2) |

Attribution des points :  victoire : 2, match nul : 1, défaite : 0.

## Tour Eccellenza

### Groupe A
| Rang | Club             | J | V | N | D | Pm | Pe  | Diff | Pts |
| ---- | ---------------- | - | - | - | - | -- | --- | ---- | --- |
| 1    | Benetton Trévise | 6 | 4 | 1 | 1 | 95 | 60  | +35  | 9   |
| 2    | L'Aquila Rugby   | 6 | 4 | 0 | 2 | 89 | 65  | +24  | 8   |
| 3    | Rugby Brescia    | 6 | 2 | 1 | 3 | 62 | 101 | -39  | 5   |
| 4    | Rugby Parma      | 6 | 1 | 0 | 5 | 50 | 79  | -29  | 2   |

|  | Qualifiés (no 1, no 2) |

Attribution des points :  victoire : 2, match nul : 1, défaite : 0.

### Groupe B
| Rang | Club            | J | V | N | D | Pm  | Pe  | Diff | Pts |
| ---- | --------------- | - | - | - | - | --- | --- | ---- | --- |
| 1    | Rugby Rovigo    | 6 | 5 | 0 | 1 | 122 | 61  | +61  | 10  |
| 2    | Amatori Catane  | 6 | 3 | 1 | 2 | 51  | 85  | -34  | 7   |
| 3    | Petrarca Padoue | 6 | 3 | 0 | 3 | 113 | 61  | +52  | 6   |
| 4    | Ceci Noceto     | 6 | 0 | 1 | 5 | 37  | 107 | -70  | 1   |

|  | Qualifiés (no 1, no 2) |

Attribution des points :  victoire : 2, match nul : 1, défaite : 0.

## Tour repêchage

### Groupe A
| Rang | Club                     | J | V | N | D | Pm  | Pe  | Diff | Pts |
| ---- | ------------------------ | - | - | - | - | --- | --- | ---- | --- |
| 1    | MAA Assicurazioni Milano | 6 | 5 | 0 | 1 | 122 | 32  | +90  | 10  |
| 2    | Imeva Bénévent           | 6 | 4 | 0 | 2 | 62  | 61  | +1   | 8   |
| 3    | Texas Instruments Rieti  | 6 | 2 | 0 | 4 | 51  | 82  | -31  | 4   |
| 4    | Livorno Bandridge        | 6 | 1 | 0 | 5 | 47  | 107 | -60  | 2   |

|  | Qualifié (no 1) |

Attribution des points :  victoire : 2, match nul : 1, défaite : 0.

### Groupe B
| Rang | Club                | J | V | N | D | Pm | Pe | Diff | Pts |
| ---- | ------------------- | - | - | - | - | -- | -- | ---- | --- |
| 1    | San Donà Fracasso   | 6 | 5 | 0 | 1 | 96 | 61 | +35  | 10  |
| 2    | Rugby Rome          | 6 | 3 | 0 | 3 | 51 | 63 | -12  | 6   |
| 3    | Americanino Casale  | 6 | 2 | 0 | 4 | 52 | 62 | -10  | 4   |
| 4    | Ferrarelle Frascati | 6 | 2 | 0 | 4 | 54 | 67 | -13  | 4   |

|  | Qualifié (no 1) |

Attribution des points :  victoire : 2, match nul : 1, défaite : 0.

## Classement pour le titre
| Rang | Club                     | J  | V  | N | D  | Pm  | Pe  | Diff | Pts |
| ---- | ------------------------ | -- | -- | - | -- | --- | --- | ---- | --- |
| 1    | L'Aquila Rugby           | 10 | 10 | 0 | 0  | 367 | 83  | +284 | 20  |
| 2    | Benetton Trévise         | 10 | 6  | 0 | 4  | 170 | 109 | +61  | 12  |
| 3    | Amatori Catane           | 10 | 6  | 0 | 4  | 93  | 161 | -68  | 12  |
| 4    | Rugby Rovigo             | 10 | 4  | 0 | 6  | 153 | 153 | 0    | 8   |
| 5    | San Donà Fracasso        | 10 | 4  | 0 | 6  | 112 | 232 | -120 | 8   |
| 6    | MAA Assicurazioni Milano | 10 | 0  | 0 | 10 | 110 | 262 | -152 | 0   |

|  | Vainqueur (no 1) |

Attribution des points :  victoire : 2, match nul : 1, défaite : 0.

## Tour relégation

### Groupe A
| Rang | Club               | J | V | N | D | Pm  | Pe  | Diff | Pts |
| ---- | ------------------ | - | - | - | - | --- | --- | ---- | --- |
| 1    | Ceci Noceto        | 8 | 5 | 1 | 2 | 111 | 89  | +22  | 11  |
| 2    | Americanino Casale | 8 | 5 | 0 | 3 | 128 | 87  | +41  | 10  |
| 3    | Imeva Bénévent     | 8 | 4 | 0 | 4 | 102 | 124 | -22  | 8   |
| 4    | Rugby Brescia      | 8 | 4 | 0 | 4 | 104 | 102 | +2   | 8   |
| 5    | Livorno Bandridge  | 8 | 2 | 0 | 6 | 82  | 125 | -43  | 4   |

|  | Relégués (no 4, no 5) |

Attribution des points :  victoire : 2, match nul : 1, défaite : 0.

### Match d'appui
| 1982 | Imeva Bénévent | 11 – 4 | Italcase Brescia |  |
| 1982 |                |        |                  |  |
| 1982 |                |        |                  |  |

### Groupe B
| Rang | Club                    | J  | V | N | D | Pm  | Pe  | Diff | Pts |
| ---- | ----------------------- | -- | - | - | - | --- | --- | ---- | --- |
| 1    | Petrarca Padoue         | 8  | 7 | 0 | 1 | 209 | 55  | +154 | 14  |
| 2    | Rugby Parma             | 14 | 7 | 0 | 7 | 179 | 41  | +138 | 14  |
| 3    | Rugby Rome              | 8  | 4 | 0 | 4 | 109 | 108 | +1   | 8   |
| 4    | Ferrarelle Frascati     | 8  | 2 | 0 | 6 | 80  | 165 | -85  | 4   |
| 5    | Texas Instruments Rieti | 8  | 0 | 0 | 8 | 60  | 268 | -208 | 0   |

|  | Relégués (no 4, no 5) |

Attribution des points :  victoire : 2, match nul : 1, défaite : 0.

## Vainqueur
| Entraîneur | Entraîneur             | Loreto Cucchiarelli                               |
| Avants     | Pilier                 | Colangeli, Museo, Ricci, S. Trippitelli           |
| Avants     | Talonneur              | Climastone, Mariani                               |
| Avants     | Deuxième ligne         | Capulli, Falancia, Salvatore                      |
| Avants     | Troisième ligne aile   | Aloisi, B. D'Onofrio                              |
| Avants     | Troisième ligne centre | Colella                                           |
| Arrières   | Demi de mêlée          | Camiscioni, Zingarelli                            |
| Arrières   | Demi d'ouverture       | Grottini                                          |
| Arrières   | Centre                 | Burger                                            |
| Arrières   | Ailier                 |                                                   |
| Arrières   | Arrière                | Farinosi, Luca Pelliccione, Ponzi, M. Trippitelli |